# Floorballverband Schleswig-Holstein
Der Floorballverband Schleswig-Holstein e. V. (abgekürzt: FLV-SH oder auch FLVSH) ist der Floorball-Verband des Bundeslandes Schleswig-Holstein. Der FLV-SH ist Mitglied im Floorball-Verband Deutschland.

## Geschichte
Gegründet wurde der Floorballverband Schleswig-Holstein am 1. September 2002 in der Campushalle in Flensburg.

## Zweck des Verbandes
Sinn des Floorballverband Schleswig-Holstein ist die Organisierung  des Floorball-Ligabetriebes für den Raum Schleswig-Holstein.

## Mitglieder
Die folgenden 33 Vereine sind Mitglied des Floorball Verbands Schleswig-Holstein (Stand: Februar 2017):
- Barkelsbyer SV
- Bokelholmer SV
- TSV Bordesholm
- TSV Brunsbüttel
- Eckernförder MTV
- TSV Eddelak
- TuS Esingen
- PSV Flensburg
- TUS Gaarden
- Gettorfer TV
- Hetlinger MTV
- MTSV Hohenwestedt
- TSV Husum
- SC Itzehoe
- Kieler Floorball Klub
- SG Kölln-Reisiek
- TuRa Meldorf
- TSV Neudorf-Bornstein
- TSV Neuwittenbek
- TSV Pellworm
- TSV Plön
- Preetzer TSV
- SFC Rendsburg
- Blau-Weiß 96 Schenefeld
- Schleswiger FC
- TSV Schwarzenbek
- TSV Siems
- TSV Süderbrarup
- TSV Tetenbüll
- ABC Wesseln
- Wyker TB
- Münsterdorfer SV
- Hoisbütteler SV

Die weiteren Vereine nehmen am Spielbetrieb des FLV-SH teil, kommen aber nicht aus Schleswig-Holstein:
- SG Berlin
- TV Eiche Horn Bremen
- SVE Hamburg
- ETV Hamburg
- Hamburg Torhamsters
- TSC Wellingsbüttel

## U17-Nordauswahl
Gemeinsam mit den Verbänden Bremen, Hamburg und Niedersachsen stellt der FLV-SH eine U17-Nordauswahl zusammen. Mit der Auswahl wird in Sommer- und Wintertrophy gegen die Auswahlmannschaften aus Sachsen, Sachsen-Anhalt, West- und Südauswahl angetreten. Ziel ist die Sichtung und Förderung junger talentierter Spieler.